# Thabo Leinanyane
Thabo Leinanyane (ur. 27 lipca 1993 w Lobatse) – botswański piłkarz grający na pozycji prawego obrońcy. Od 2015 jest zawodnikiem klubu Jwaneng Galaxy FC.

## Kariera klubowa
Swoją karierę Leinanyane rozpoczął w klubie BMC Lobatse. W sezonie 2013/2014 zadebiutował w jego barwach w pierwszej lidze botswańskiej. W 2015 roku przeszedł do Jwaneng Galaxy FC. Dwukrotnie został z nim mistrzem Botswany w sezonach 2019/2020 i 2022/2023 oraz trzykrotnie wicemistrzem w sezonach 2016/2017, 2017/2018 i 2018/2019.

## Kariera reprezentacyjna
W reprezentacji Botswany Leinanyane zadebiutował 1 lipca 2017 w przegranym 1:2 meczu COSAFA Cup 2017 z Zambią.